# Beneška renesansa
Beneška renesansa je imela izrazit značaj v primerjavi s splošno italijansko renesanso drugod. Beneška republika se je topografsko razlikovala od preostalih mestnih držav renesančne Italije zaradi njihove geografske lege, ki je mesto politično, gospodarsko in kulturno izolirala, kar je mestu omogočalo prosti čas, da je sledilo užitkom umetnosti. Vpliv beneške umetnosti ni prenehal ob koncu renesanse. Njene prakse so se obdržale skozi dela umetnostnih kritikov in umetnikov, ki so razširili svojo pomembnost po Evropi do 19. stoletja.
Čeprav se je dolgotrajno zmanjševanje politične in gospodarske moči republike začelo pred letom 1500, so Benetke tistega dne ostale »najbogatejše, najmočnejše in najbolj naseljeno italijansko mesto« in so nadzorovale pomembna ozemlja na celini, znana kot terraferma, ki je vključevalo več majhnih mest, ki so prispevala umetnike beneški šoli, zlasti Padova, Brescia in Verona. Ozemlje republike je vključevalo tudi Istro, Dalmacijo in otoke, ki so danes ob hrvaški obali, ki so prav tako prispevali. Dejansko so bili »glavni beneški slikarji 16. stoletja le redko domačini« samega mesta  in nekateri so večinoma delali na drugih ozemljih republike ali dlje. Skoraj enako velja za beneške arhitekte.
Čeprav nikakor niso bile pomembno središče renesančnega humanizma, so bile Benetke nedvomno središče knjižnega založništva v Italiji in v tem pogledu zelo pomembne; beneške izdaje so bile razširjene po Evropi. Aldus Manutius je bil najpomembnejši tiskar/založnik, nikakor pa ne edini.

## Slikarstvo
Beneško slikarstvo je bilo velika sila v italijanskem renesančnem slikarstvu in širše. Začenši z delom Giovannija Bellinija (okoli 1430–1516) in njegovega brata Gentileja Bellinija (okoli 1429–1507) ter njunimi delavnicami, so bili glavni umetniki beneške šole Giorgione (okoli 1477–1510), Tizian (okoli 1489–1576), Tintoretto (1518–1594), Paolo Veronese (1528–1588) in Jacopo Bassano (1510–1592) ter njegovi sinovi. Tradicija beneške šole, za katero velja, da daje prednost barvi pred črto, je bila v nasprotju z manierizmom, ki je prevladoval v preostali Italiji. Beneški slog je imel velik vpliv na poznejši razvoj zahodnega slikarstva.
Harmonična skladnost in stabilnost ter strog vladni nadzor Benetk se odražajo v njenih slikah. Benetke so bile splošno znane in cenjene, ker so ohranile sloves »neomadeževane svobode, neomajne religioznosti, družbene harmonije in neomajljivih miroljubnih namenov«. Beneška republika je bila vodilno mesto, ki je podpiralo uporabo umetniškega pokroviteljstva kot »roke vlade« pri uresničevanju potenciala umetnosti kot političnega bogastva.
Preostala Italija je ignorirala ali podcenjevala beneško slikarstvo; zanemarjanje šole s strani Giorgia Vasarija v prvi izdaji njegovih Življenj najodličnejših slikarjev, kiparjev in arhitektov leta 1550 je bilo tako očitno, da je v svoji drugi izdaji leta 1568 spoznal, da mora obiskati Benetke po dodatno gradivo. Nasprotno pa so jih tujci, za katere so bile Benetke pogosto prvo obiskano večje italijansko mesto, vedno zelo cenili in po Benetkah samih so najboljše zbirke zdaj v velikih evropskih muzejih in ne v drugih italijanskih mestih. Na najvišji, knežji ravni, so bili beneški umetniki najbolj iskani za naročila v tujini, od Tiziana naprej, in v 18. stoletju je večina najboljših slikarjev preživela precejšnja obdobja v tujini, na splošno z velikim uspehom.
Tradicionalne metode bizantinskega sloga so se obdržale celo v slikarski frakciji do okoli leta 1400, preden se je prevladujoči slog začel premikati proti mednarodni gotiki in italijanski renesansi, ki so jih v Benetke prvi prinesli Padovanec Guariento di Arpo, Gentile da Fabriano in Pisanello, ko so jim naročili ornamente freske Doževe palače.
Znano je, da je simbol Benetk Devica ali boginja Venera, vendar je lev svetega Marka najstarejši in najbolj univerzalen simbol republike. Lev je figura, ki sprejme tujce v mesto, saj stoji na vrhu stebra na Piazzetti, skupaj z drugimi javnimi strukturami, kot so mestna vrata in palače. Upodobitve levov na slikah so predstavljale pomen svetnika kot zavetnika mesta Benetke.
Primer je tempera na platnu Vittoreja Carpaccia, Lev svetega Marka, 1516. Močna podoba leva, upodobljenega z božanskimi znamenji avreole in kril, kaže na odprto knjigo z napisi »Mir tebi, Marko, moj evangelist«, ki izrecno navaja njegovo varstvo in blagoslov nad mestom. Oris levjih prednjih tac nad kopnim, medtem ko zadnje tace stojijo nad morjem, namiguje na prevlado Benetk nad obema ozemljema kot izpolnitev obljube svetega Marka.
- Bravo, primer slike, ki jo pogosto pripisujejo Tizianu ali Giorgioneju, pa tudi Palmi Vecchio [15]
- Sebastiano del Piombo, Obiskovanje, 1518–19
- Lorenzo Lotto, Portret Andrea Odoni, 1527
- Paolo Veronese, Spreobrnjenje Marije Magdalene, ok. 1548
- Andrea Schiavone,  Midasova sodba , ok. 1548–50
- Jacopo Bassano,  Pot na Kalvarijo , ok. 1540

## Arhitektura
V primerjavi z renesančno arhitekturo drugih italijanskih mest je bila v Benetkah prisotna mera konservativnosti, zlasti pri ohranjanju celotne oblike stavb, ki so bile v mestu običajno nadomestki na omejenem mestu, in pri oknih, kjer so obokani ali okrogli vrhovi, včasih s klasično različico vzorca beneške gotske arhitekture, ostal veliko bolj uporabljen kot v drugih mestih. Doževo palačo so po požarih precej obnovili, vendar večinoma za gotskimi fasadami.
Beneška elita je imela kolektivno prepričanje o pomenu arhitekture pri krepitvi zaupanja v republiko in resolucija senata iz leta 1535 je zapisala, da je to »najlepše in najbolj slavno mesto, ki trenutno obstaja na svetu«. Hkrati se je odvračalo odkrito tekmovanje med patricijskimi družinami v prid »skladni enakosti«, ki je veljala za stavbe kot za druga področja, novost pa je veljala za samo po sebi ali za povrnitev slave antike. Čeprav so obiskovalci občudovali bogate ansamble, beneška arhitektura ni imela velikega vpliva onkraj lastne posesti republike pred Andreo Palladijem (1508–1580), čigar slog paladijeve arhitekture je nekaj časa po njegovi smrti postal zelo vpliven, nenazadnje v angleško govorečem svetu. .
Umetnost in arhitektura sta bili uporabljeni kot močna metoda za prikaz veličine mesta Benetke. Arhitekture in strukture, kot so bazilika svetega Marka, Piazza San Marco in Doževa palača, če jih naštejemo le nekaj, so bile »vidni izraz ideje Benetk«. Benetke so lahko podaljšale svoje stanje svobode za več kot tisoč let in vzpostavile stalno nadrejenemu Rimu. Prebivalci Benetk so verjeli, da so pobožen narod zaradi pomanjkanja povezanosti s poganstvom v preteklosti in trdili, da je bilo mesto ustanovljeno na dan Marijinega oznanjenja. Zato so Benečani uporabili pompozne in zapletene arhitekturne zasnove, da bi prikazali »čisto, zakonito in neomadeženo« krščanstvo v mestu. Umetnost v renesančnem obdobju Benetk je bila še naprej pod močnim vplivom sloga Bizantinskega cesarstva.
Mauro Codussi (1440–1504) iz Lombardije je bil eden prvih arhitektov, ki je delal v renesančnem slogu v Benetkah, njegov sin Domenico pa mu je pomagal in nadaljeval z njegovo prakso po njegovi smrti. Njegovo delo spoštuje in aludira na številne prvine beneške gotike ter se dobro ujema z njo. Drugi arhitekti, dejavni v obdobju zgodnje renesanse, so Giorgio Spavento (aktiven od leta 1489 ali prej, umrl. 1509)  in Antonio Abbondi, pogosto znan kot Scarpagnino (umrl 1549), ki je deloval vsaj od leta 1505. San Sebastiano, ki se je začel leta 1506, so zgodnje delo. Oba sta imela veliko vladnih naročil.
Jacopo Sansovino (1486–1570), tudi pomemben kipar, je bil Florentinec z uspešno kariero v Firencah in nato v Rimu. Po katastrofalnem plenjenju Rima leta 1527 je pobegnil v Benetke in leta 1529 je bil imenovan za glavnega arhitekta in nadzornika posesti (Protomaestro ali Proto) pri prokuratorjih San Marco. Kmalu je našel slog, ki je zadovoljil beneške pokrovitelje in je bil »dokončen za celotno kasnejšo zgodovino beneške arhitekture«. Ustvaril je videz večjega dela območja okoli trga San Marco zunaj same bazilike svetega Marka, z oblikovanjem Biblioteca Marciana (1537 naprej) in kovnice ali Zecca na Piazzetta di San Marco. Njegove palače so Palazzo Corner della Ca' Grande (1532 naprej) in Palazzo Dolfin Manin iz leta 1536.
Biblioteca Marciana velja za njegovo »nedvomno mojstrovino« in ključno delo v beneški renesančni arhitekturi. Palladio, ki je videl gradnjo, jo je označil za »verjetno najbogatejšo, kar jih je bilo kdaj zgrajeno od antičnih dni do danes«, Frederick Hartt pa jo je opisal kot »zagotovo eno najbolj zadovoljivih struktur v italijanski arhitekturni zgodovini«. Ima izjemno vidno lokacijo, z dolgo fasado, ki gleda na Doževo palačo čez Piazzetta di San Marco, krajše stranice pa gledajo na laguno in Piazza San Marco.
Michele Sanmicheli (1484–1559) iz Verone v terrafermi, se je izšolal južneje, po vrnitvi v Verono leta 1527 pa ga je država najela kot vojaškega arhitekta. Večino njegovega dela so bile utrdbe in vojaške ali pomorske zgradbe po beneških ozemljih, zlasti v Veroni, zgradil pa je tudi številne palače, ki so zelo izvirne in popeljejo beneško arhitekturo v manierizem. Njegovo delo v Veroni predstavlja skupino stavb, ki opredeljujejo mesto na način, primerljiv s Palladijevim v Vicenzi. Palazzo Bevilacqua v Veroni (začetek leta 1529) je najbolj znana med njimi.
Glavni arhitekt kasnejše beneške renesanse je bil Andrea Palladio (1508–1580), ki je bil tudi ključna osebnost poznejše italijanske renesančne arhitekture in njen najpomembnejši pisec o arhitekturi. Toda razen dveh velikih cerkva San Giorgio Maggiore (1566 naprej) in Il Redentore (1577 naprej), je iz več razlogov zasnoval relativno malo v samem mestu. Za beneško elito je zasnoval številne vile v Benečiji, v Vicenzi in vrsto znanih podeželskih hiš, relativno majhnih v primerjavi z nekaterimi južneje. Palladijev slog se je pozneje razvil v paladijevski arhitekturi Britanije in ameriških kolonij in njegovo beneško okno z osrednjim obokanim vrhom je zelo beneški element poneslo po vsem svetu. Svetovna dediščina Mesto Vicenza in Palladijeve vile v Benečiji vključuje 23 stavb v mestu in 24 podeželskih vil.
Vincenzo Scamozzi (1548–1616) iz Vicenze se je v Benetke preselil šele leta 1581, leto po Palladijevi smrti. Zasnoval je Procuratie Nuove na Piazzi San Marco in dokončal številne projekte, ki jih je Palladio pustil nedokončane. Njegov učenec Baldassare Longhena (1598–1682), ki je bil za spremembo rojen v mestu, je nato dokončal Scamozzijeve projekte in medtem ko je v Benetke uvedel popolno baročno arhitekturo, so mnoge zgradbe, zlasti palače, še naprej razvijale barok. oblika beneškega renesančnega sloga.

### Arhitekturno založništvo
Benetke so bile glavno evropsko središče za vse tiskane publikacije in postale glavno središče arhitekturnega založništva. Vitruvij je edini pomemben klasični pisec o arhitekturi, katerega delo je ohranjeno, in njegovo delo De architectura so vneto preučevali vsi renesančni arhitekti. Čeprav je bilo latinsko besedilo natisnjeno že prej, je prvo izdajo, ilustrirano z lesorezi, izdelal Fra Giovanni Giocondo v Benetkah leta 1511; oblikoval je Fondaco dei Tedeschi v letih 1505–08.
V Benetkah je izšlo tudi »Sedem knjig« ali Tutte l'opere d'architettura et prospetiva (Vsa arhitekturna dela in perspektiva) Sebastiana Serlia (1475–1554) v več zvezkih od leta 1537 naprej. V mestu je delal kot arhitekt, a je pustil malo sledi. Te so bile tudi bogato ilustrirane in so postale nujno branje ter so jih hitro kopirali in prevajali po Evropi. Patricijski humanist, duhovnik in beneški diplomat Daniele Barbaro je bil pokrovitelj Palladia (Villa Barbaro), Palladio pa je ilustriral njegov italijanski prevod Vitruvija (1556). Palladijeva I quattro libri dell'architettura (Štiri knjige o arhitekturi, 1570), ki jo je sam ilustriral, je ponovno imela velik vpliv po vsej Evropi.
Glavna knjiga Vincenza Scamozzija L’Idea dell’Architettura Universale je bila objavljena leta 1615 in se v bistvu ozira nazaj na Palladia; vplivala je na širjenje paladijanstva.

## Glasba
V glasbeni zgodovini je bila »Beneška šola« telo in delo skladateljev, ki so delovali v Benetkah od približno 1550 do okoli 1610, mnogi pa so delali v beneškem polizbornem slogu. Beneške polizborne skladbe poznega 16. stoletja so bile med najbolj znanimi glasbenimi deli v Evropi in njihov vpliv na glasbeno prakso v drugih državah je bil ogromen. Novosti, ki jih je uvedla beneška šola, skupaj s sodobnim razvojem monodije in opere v Firencah, skupaj opredeljujejo konec glasbene renesanse in začetek glasbenega baroka.
Tako kot v drugih medijih je bogato mecenstvo, ki je bilo na voljo v Benetkah, k delovanju v mesto pritegnilo skladatelje od drugod po Italiji in drugod. Benetke so bile tudi vodilne v Evropi pri izdajanju nove oblike tiskanih notnih zapisov.
Za nastanek beneške šole se je združilo več glavnih dejavnikov. Prvi je bil političen: po smrti papeža Leona X. leta 1521 in plenitvi Rima leta 1527 je dolgo prevladujoča glasbena ustanova v Rimu padla v mrk: številni glasbeniki so se preselili drugam ali pa se odločili, da ne bodo šli v Rim, Benetke pa so bile ena izmed več krajev za okolje, ki spodbuja ustvarjalnost.
Drugi dejavnik, morda najpomembnejši, je bil obstoj čudovite bazilike San Marco s svojo edinstveno notranjostjo z nasproti ležečimi kori. Zaradi prostorne arhitekture te bazilike je bilo treba razviti glasbeni slog, ki je zakasnitev zvoka izkoriščal v korist, namesto da bi se boril proti njemu: tako se je razvil beneški polikoralni slog, veliki antifonalni slog, v katerem so skupine pevcev in inštrumenti, ki jih igrajo včasih v opoziciji, včasih skupaj, združeni z zvokom orgel. Prvi skladatelj, ki je zaslovel s tem učinkom, je bil Adrian Willaert, ki je leta 1527 postal maestro di cappella v cerkvi sv. Marka in na tem položaju ostal do svoje smrti leta 1562. Gioseffo Zarlino, eden najvplivnejših piscev o glasbi tega časa, je Willaerta imenoval »novi Pitagora« in Willaertov vpliv je bil velik, ne le kot skladatelj, temveč kot učitelj, saj se je večina Benečanov, ki so sledili, učila pri njem.
V 1560-ih sta se znotraj beneške šole razvili dve različni skupini: napredna skupina, ki jo je vodil Baldassare Donato, in konservativna skupina, ki jo je vodil Zarlino, ki je bil takrat maestro di cappella. Člani konservativne veje so sledili slogu francosko-flamske polifonije in so vključevali Cipriana de Roreja, Zarlina in Claudia Merula; člani progresivne skupine so bili Donato, Giovanni Croce ter kasneje Andrea in Giovanni Gabrieli. Dodatna sporna točka med obema skupinama je bila, ali naj Benečani – ali vsaj Italijani – dobijo najvišji položaj maestra di cappella v cerkvi sv. Marka. Sčasoma je prevladala skupina, ki je bila naklonjena lokalnim talentom, kar je končalo prevlado tujih glasbenikov v Benetkah; leta 1603 je bil na to mesto imenovan Giovanni Croce, ki mu je leta 1609 sledil Giulio Cesare Martinengo.
Vrhunec razvoja beneške šole je bil v 1580-ih, ko sta Andrea in Giovanni Gabrieli komponirala ogromna dela za številne zbore, skupine trobil in godal ter orgle. Ta dela so prva, ki vključujejo dinamiko in so med prvimi, ki vključujejo posebna navodila za ansambelsko instrumentacijo. Organisti, ki so delovali istočasno, so bili Claudio Merulo in Girolamo Diruta; začeli so definirati instrumentalni slog in tehniko, ki se je v naslednjih generacijah preselila v severno Evropo in dosegla vrhunec v delih Sweelinck, Buxtehudeja in na koncu J.S. Bach.

## Beneški cehi
Beneška skupnost v renesansi je bila zgrajena na poudarku odnosov med sosedi, obrednimi brati in sorodniki, ki živijo skupaj v enakosti iz višjega in nižjega družbenega razreda. Številni učenjaki verjamejo, da je bila stabilnost, blaginja in politična varnost v veliki meri posledica njihove ideje o sodelovanju in skupnem delovanju. Petrarka je sredi 14. stoletja opisal Benetke kot »trdno zgrajene na marmorju, a bolj trdno stoječe na temeljih državljanskega soglasja«. Stabilnost Benetk se je stopnjevala s sistemom cehov. Dennis Romano je v svoji knjigi Patricians and Popolani zapisal: »Nikjer v beneški družbi ni bil poudarek na skupnosti in solidarnosti bolj izrazit kot v cehih.« Do sredine 14. stoletja so Benetke ustanovile več kot petdeset cehov, ki so pomagali doseči sodelovanje tako članov vlade kot ceha. Vlada je bila premetena, da je pošteno sodila enako za vse družbene ravni, kar je preprečilo nemire ali politične proteste. Odvisno od rokodelčeve obrti in specialnosti so se posamezniki z obljubo zvestobe dožu pridružili ustrezni cehovski skupini. Obstajalo je veliko vrst cehov, kot so kamnoseki, rezbarji, steklarji, krznarji in volnarska industrija.
Arte dei depentori je bil slikarski ceh, ki je najstarejši znani ceh iz leta 1271. Te skupine niso izključno slikarji, ampak vključujejo tudi pozlatarje, oblikovalce tekstila, vezilje, obrtnike z zlatim orodjem, izdelovalce igralnih kart, izdelovalce mask in slikarji znakov. Razslojenost cehov se je delila na mojstre in delavce oziroma vajence. Mojstri so bili zadolženi za proizvodne procese, medtem ko so delavci glede na svojo usposobljenost in spretnosti prispevali k proizvodnji blaga ali prevzeli trivialna opravila, kot sta pometanje tal ali mletje pigmentov. Funkcije cehov so bile politične in kulturne, prispevali so svoje talente med posebnimi praznovanji in slovesnostmi. Ob posebnih dogodkih, kot je praznik svetega Marka, so člani vsakega ceha sodelovali pri teh dogodkih za trgovanje z dragimi predmeti, kot so slike, pohištvo, preproge, stekleni predmeti, zlato in tekstil.